# متفطرة لاسلية

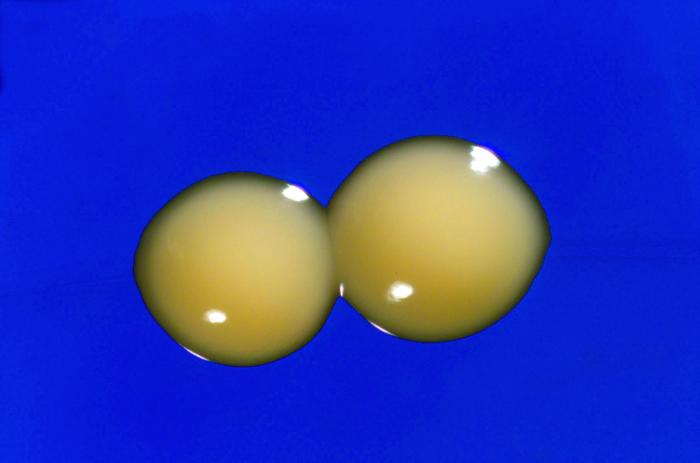

المتفطرات اللاسلية (بالإنجليزية: Nontuberculous mycobacteria)‏ أو المتفطرات اللانموذجية (بالإنجليزية: Atypical mycobacteria)‏ أو المتفطرات البيئية أو المحيطية (بالإنجليزية: Environmental mycobacteria)‏ أو المتفطرات غير السلية (بالإنجليزية: Mycobacteria other than tuberculosis)‏ هي تسميات للمتفطرات التي لا تسبب السل ولا الجذام.

## الأمراض
من أبرز الأمراض التي تسببها المتفطرات اللاسلية هي أمراض رئوية أو جلدية (النسيج اللين) أو لمفية، كما أن الأمراض المنتثرة مهمة جدا.
الأمراض الرئوية التي تسببها المتفطرات اللاسلية تكثر عند النساء في سن ما بعد اليأس. المتفطرات اللاسلية ليست غير شائعة في مرضى التليف الكيسي وعوز ألفا1 أنتيتريبسين ومتلازمة مارفان وخلل الحركة الهدبي الأولي، كما توجد في مرضى متلازمة العوز المناعي المكتسب، وتعد متفطرة كنساس أكثر الأنواع حدوثا فيها.
تضخم العقد اللمفية يمكن أن يحدث بسبب أنواع مختلفة، وتعد متفطرة الطيور السبب الأكثر شيوعا لها عالميا. أكثر الحالات تحدث عند الأطفال الذين تقل أعمارهم عن 5 سنوات، لكنه نادر الحدوث عن الأطفال الذي تلقوا لقاح بي سي جي. نسبة الشفاء من المرض عالية.
أمراض النسيج اللين يحدث بسبب خراجات ما بعد الإصابات (وسببها المتفطرات سريعة النمو) وورم حوض السباحة الحبيبي (بسبب المتفطرة الشاطئية) وقرحة بورولي (بسبب المتفطرة المقرحة). كما يمكن أن يحدث خراج ما بعد الإصابة بعد الحقن.